# City of Rockingham
City of Rockingham is een lokaal bestuursgebied (LGA) in de agglomeratie van Perth in West-Australië. City of Rockingham telde 135.678 inwoners in 2021. De hoofdplaats is Rockingham.

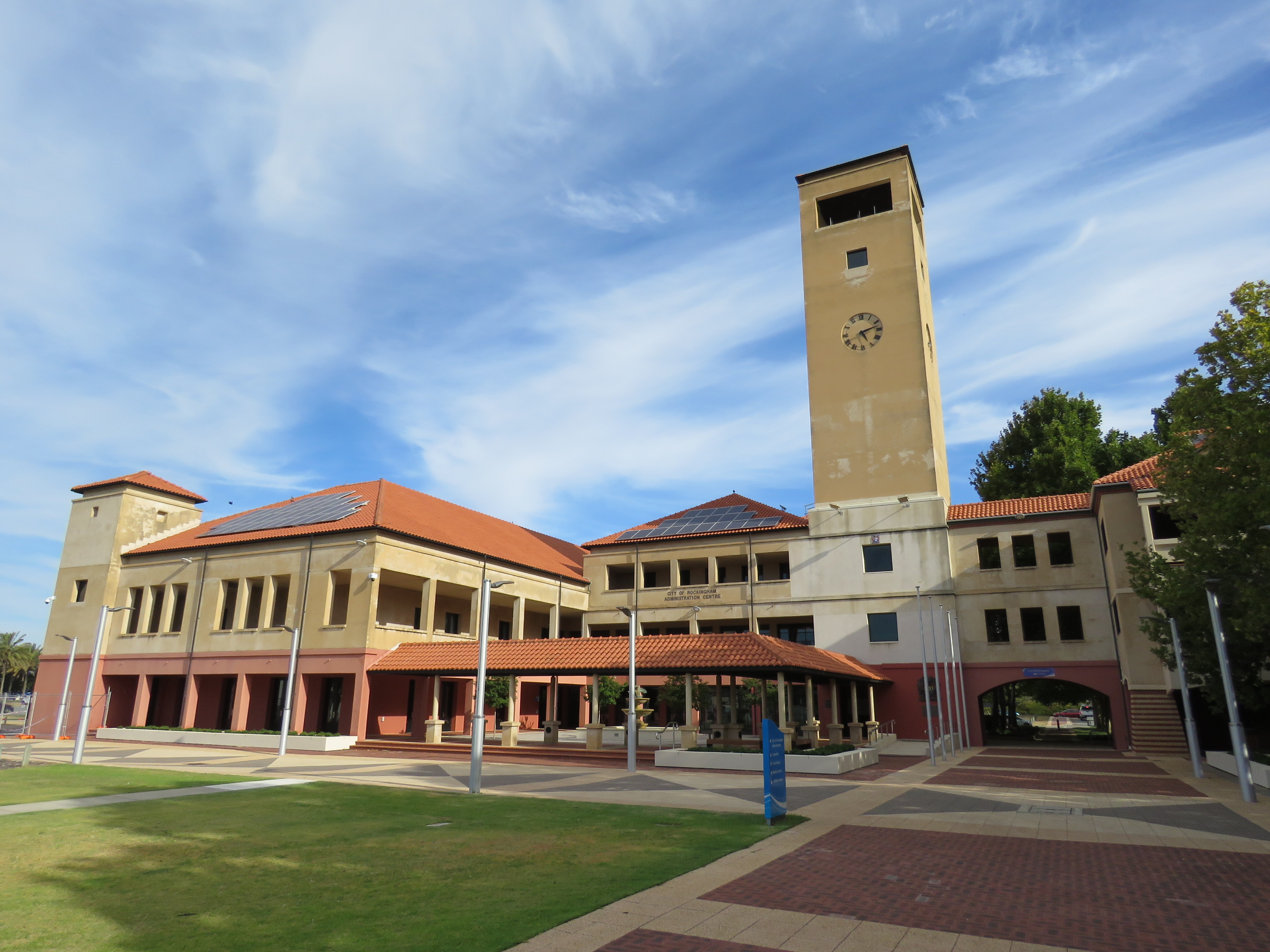
districtsgebouw

## Geschiedenis
Op 5 februari 1897 werd het 'Rockingham Road District' opgericht. Ten gevolge de 'Local Government Act' van 1960 veranderde het district op 23 juni 1961 van naam en werd de 'Shire of Rockingham'. Op 10 juni 1988 verkreeg het district de stadsstatus en werd de 'City of Rockingham'.

## Beschrijving
Het grondgebied van de 'City of Rockingham' heeft een oppervlakte van ongeveer 260 vierkante kilometer en 37 kilometer kustlijn. Garden Island maakt er deel van uit. Het ligt ongeveer 40 kilometer ten zuidwesten van de West-Australische hoofdstad Perth en wordt begrensd door de City of Kwinana in het noorden, de Shire of Serpentine-Jarrahdale in het oosten, de Shire of Murray en de City of Mandurah in het zuiden, en de Indische Oceaan in het westen.
'City of Rockingham' telt 3 wards met in totaal 11 verkozenen:
- Rockingham / Safety Bay Ward (6 councillers)
- Baldivis Ward (3 councillers)
- Comet Bay Ward (2 councillers)

Tijdens de volkstelling van 2021 telde 'City of Rockingham' 135.678 inwoners.

## Plaatsen, dorpen en lokaliteiten
- Baldivis
- Cooloongup
- East Rockingham
- Golden Bay
- Hillman
- Karnup
- Keralup
- Peron
- Port Kennedy
- Rockingham
- Safety Bay
- Secret Harbour
- Shoalwater
- Singleton
- Waikiki
- Warnbro

## Bevolking
| Jaar | Bevolkingsaantal |
| ---- | ---------------- |
| 1911 | 161              |
| 1921 | 477              |
| 1933 | 1.014            |
| 1947 | 1.780            |
| 1954 | 2.656            |
| 1961 | 2.583            |
| 1966 | 4.383            |
| 1971 | 11.608           |
| 1976 | 17.224           |
| 1981 | 24.740           |
| 1986 | 31.595           |
| 1991 | 41.749           |
| 1996 | 57.980           |
| 2001 | 70.008           |
| 2006 | 84.307           |
| 2011 | 104.105          |
| 2016 | 125.114          |
| 2021 | 135.678          |